# .et
.et è il dominio di primo livello nazionale assegnato all'Etiopia.
È amministrato da Ethio telecom.

## Domini di secondo livello
Sono disponibili i seguenti domini di secondo livello:
- .com.et
- .net.et
- .org.et
- .edu.et
- .gov.et
- .mil.et